# International Society for Computational Biology
 (mai 2024).
Si vous disposez d'ouvrages ou d'articles de référence ou si vous connaissez des sites web de qualité traitant du thème abordé ici, merci de compléter l'article en donnant les références utiles à sa vérifiabilité et en les liant à la section « Notes et références ».
L'International Society for Computational Biology (ISCB) est une société savante fondée en 1997 dans le domaine de la bioinformatique qui a pour mission principale de contribuer au développement de la compréhension du vivant en utilisant l'outil informatique.
L'ISCB communique sur l'importance de la bioinformatique auprès d'une large communauté scientifique, d'organisations gouvernementale, et auprès du grand public. La société sert ses membres localement, nationalement et internationalement en fournissant des orientations de politiques scientifiques, des publications scientifiques, en organisant des congrès scientifique et en distribuant des informations à travers de multiples plateformes. La société organise la conférence Intelligent Systems for Molecular Biology (ISMB) chaque année. Elle organise également un nombre croissant de congrès régionaux ou spécifique d'une thématique de recherche. Elle possède deux journaux officiels : PLOS Computational Biology et Bioinformatics (en). 